# Горошков (Хойникский район)
Горошков (бел. Гарошкаў; ранее — Чорошков) — упразднённая деревня в Хойникском районе Гомельской области Беларуси. Входила в состав Поселичского сельсовета.

## География

### Расположение
Находилась на территории Полесского радиационно-экологического заповедника.

## Транспортная система
В деревне нет жилых домов (2004).

## Экология и природа
В связи с радиационным загрязнением после катастрофы на Чернобыльской АЭС жители переселены в места не загрязнённые радиацией.

## История
Наиболее раннее упоминание датируется 12 июня 1618 г., в перечне деревень Хойникского имения пана Николая Харлинского, откуда подданные имения Юровичи пани-матери Гальшки (из Гулевичей) и пана-сына Михала Лозков увели волов.
В 1844 году — деревня Волоцкого фольварка Хойникского имения, находилось во владении Владислава Карловича Прозора в Речицком уезде Минской губернии. В 1870 году в составе Хойникской волости тех же уезда и губернии. В 1897 году в деревне находились часовня и хлебозапасный магазин.
С 8 декабря 1926 года до 1986 года центр Горошковского сельсовета Хойникского района Речицкого, с 9 июня 1927 года Гомельского округов, с 30 декабря 1927 года в Корчевском сельсовете этого района и округа (до 26 июля 1930 года), 20 февраля 1938 года Полесской, с 8 января 1954 года Гомельской областей. В 1959 году в Заболотском сельсовете, в 1970 в Поселичском сельсовете.
Решением Хойникского районного Совета депутатов от 21 сентября 2010 г. № 25 "Об упразднении сельских населённых пунктов Хойникского района" деревня Горошков Поселичского сельсовета упразднена.

## Население

### Численность
1980-е — жители деревни переселены

### Динамика
- 1844 год — 18 дворов, 126 жителей
- 1897 год — 35 дворов, 245 жителей (согласно переписи)
- 1909 год — 40 дворов, 253 жителя
- 1917 год — 52 двора, 357 жителей
- 1926 год — 76 дворов, 364 жителя
- 1959 год — 191 житель (согласно переписи)
- 1970 год — 154 жителя
- 2004 год — жителей нет